# 재활연구소
재활연구소(再活硏究所)는 국립재활원의 소속기관이다. 2008년 8월 7일 발족하였으며, 서울특별시 강북구 삼각산로 58에 위치하고 있다. 소장은 국립재활원장이 겸임한다.

## 연혁
- 2003년 2월: 제2차 장애인복지발전계획에 재활연구소 설립 반영.
- 2008년 8월 7일: 국립재활원 재활연구소 신설.
- 2008년 8월 12일: 국립재활원 기본운영규정 개정.
- 2008년 11월: 재활연구소 개소 및 연구 실시.

## 조직

### 소장
- 재활표준연구과[1]
- 재활보조기술연구과[1]
- 임상재활연구과[1]